# Морозов, Владимир Денисович
Владимир Денисович Морозов (1918—1988) — советский офицер-артиллерист в годы Великой Отечественной войны, Герой Советского Союза (31.05.1945). Генерал-майор артиллерии (9.05.1961).

## Биография
Родился 30 августа 1918 года в Москве. Учился в средней школе. В ноябре 1932 года добровольно пошёл на службу в Рабоче-крестьянскую Красную Армию, был зачислен воспитанником в артиллерийский полк Московской Пролетарской стрелковой дивизии. В 1936 году Морозов окончил Московскую артиллерийскую школу имени Л. Б. Красина. Участвовал в боях на реке Халхин-Гол. 
С октября 1941 года — на фронтах Великой Отечественной войны. Сражался на Западном, Брянском,
1-м Украинском, 2-м и 1-м Белорусских фронтах. С лета 1944 года до Победы над Германией полковник Владимир Морозов командовал 207-м пушечным артиллерийским полком 10-й пушечной артиллерийской бригады 6-й артиллерийской дивизии 47-й армии 1-го Белорусского фронта. Отличился во время Берлинской операции.
16 апреля 1945 года дивизион полка Морозова под его личным руководством вёл огонь прямой наводкой по сахарному заводу в деревне Терингсвердер, заставив противника отступить, благодаря чему завод был занят без боя. 18 апреля 1945 года полк Морозова уничтожил 3 огневые точки противника, благодаря чему была захвачена станция Врицен. 19 апреля 1945 года полк успешно расчистил путь к наступлению 2-го гвардейского кавалерийского корпуса. В тот же день он приступил к обстрелу Берлина. Вечером того же дня Морозов получил тяжёлое ранение, но продолжал выполнять свои обязанности, пока не потерял сознание от потери крови.
Указом Президиума Верховного Совета СССР от 31 мая 1945 года за «образцовое выполнение боевых заданий командования на фронте борьбы с немецкими захватчиками и проявленные при этом отвагу и геройство» полковник Владимир Морозов был удостоен звания Героя Советского Союза с вручением ордена Ленина и медали «Золотая Звезда».
После окончания войны Морозов продолжил службу в Советской Армии. Учился в Военной академии имени М. В. Фрунзе. 31 декабря 1947 года был арестован органами МГБ СССР по обвинению в антисоветской агитации и пропаганде и 8 апреля 1948 года ОСО при МГБ СССР приговорён к 8 годам исправительно-трудовых лагерей. 9 февраля 1952 года его дело было пересмотрено, срок сокращён до 6 лет. В 1954 году Морозов был освобождён из мест лишения свободы, а 3 февраля того же года — полностью реабилитирован. Восстановен в Советской Армии в том же году и продолжил учёбу в академии. В 1956 году окончил Военную академию имени М. В. Фрунзе, в 1958 году — Центральные артиллерийские офицерские курсы. С 1960 года служил в Ракетных войсках стратегического назначения, командовал ракетной бригадой и ракетной дивизией. В ноябре 1964 года генерал-майор артиллерии В. Д. Морозов был уволен в запас. 
Проживал в Москве. Умер 31 октября 1988 года, по завещанию его тело было кремировано, прах захоронен на Воинском мемориале в Можайске.
Награждён орденом Ленина (31.05.1945), тремя орденами Красного Знамени (17.11.1939, 4.02.1944, 30.12.1956), орденом Александра Невского (9.09.1944), двумя орденами Отечественной войны 1-й степени (28.06.1944, 11.03.1985), орденом Красной Звезды (5.11.1954), медалями «За боевые заслуги» (3.11.1944), «За оборону Москвы», «За освобождение Варшавы», «За взятие Берлина», За Победу над Германией, рядом юбилейных медалей и иностранным орденом.